# Titánia (keresztnév)
A Titánia a Titán férfinév női párja, jelentése óriáslány, mivel a titánok eredetileg az ősi görög istenek egy csoportja volt. A név később latin és germán–frank mondákban is felbukkant.

## Rokon nevek
- Titanilla:[1] a Titánia latin kicsinyítőképzős alakja.[2]

## Gyakorisága
Az 1990-es években a Titánia szórványos, a Titanilla igen ritka név volt, a 2000-es években nem szerepelnek a 100 leggyakoribb női név között.

## Névnapok
Titánia, Titanilla
- január 26.[2]
- február 6.[2]
- február 11.[2]

## Híres Titániák, Titanillák
- Valentin Titánia színésznő
- Bogdányi Titanilla színésznő, szinkronszínész
- Tündérkirálynő Shakespeare Szentivánéji álom című vígjátékában.
- Az Uránusz bolygó egyik holdjának neve Titánia
- Móra Ferenc Aranykoporsó c. történelmi regényének szereplője Titanilla
- Fiáth Titanilla börtönpszichológus, a Ludditák egyik tagja